# Хегай, Дмитрий Игоревич
Дми́трий И́горевич Хега́й (род. 21 июля 1997) — российский шахматист, гроссмейстер (2020). Бронзовый призёр командного чемпионата России 2021 по блицу в составе команды «Кубань» (Краснодарский край).

## Карьера
Дедушка научил Хегая играть в шахматы, когда тому было 5 лет. Спустя год мальчик не смог стать сильнее, и бабушка решила отдать его в шахматный клуб. В 6 лет Хегай выиграл 2 городских детских соревнования в Абакане и впервые смог обыграть своего первого учителя.
В процессе обучения в школе Хегай принимал участие во многих турнирах. До 2019 года участвовал в среднем в 20-ти турнирах ежегодно. В 2013 году на юношеском чемпионате Европы занял 2-е место. Никому из Красноярского края до того момента не удавалось завоёвывать хотя бы медаль на таких турнирах. В 2014 году он обыграл вице-чемпиона мира Алексея Широва. В 2015 году впервые одержал победу на чемпионате России до 19 лет; Хегай участвовал во всех юношеских чемпионатах России с 2009 года, но до того момента не завоевал ни одной медали. В 2016 и 2019 годах выиграл взрослый чемпионат Сибири, а также в 2019 году разделил 1-е место c Левоном Бабуджяном на Кубке Казахстана. В 2021 году занял 1-е место на Всероссийских соревнованиях по рапиду «РАПИД Гран-при России» — Мемориал Бориса Кустова. В 2022 году разделил 1-4 места на Мемориале Рашида Нежметдинова.
Хегай окончил Институт физической культуры, спорта и туризма (ИФКСиТ) Сибирского федерального университета в 2019 году, затем окончил магистратуру Политехнического института того же вуза.